# بيرسفورد إغان
بيرسفورد إغان (بالإنجليزية: Beresford Egan)‏ هو رسام توضيحي جنوب أفريقي، ولد في 1905، وتوفي في 1984.

## وصلات خارجية
- بيرسفورد إغان على موقع IMDb (الإنجليزية)
- بيرسفورد إغان على موقع قاعدة بيانات الفيلم (الإنجليزية)